# Castilleja pallida
Castilleja pallida är en snyltrotsväxtart som först beskrevs av Carl von Linné, och fick sitt nu gällande namn av Spreng.. Enligt Catalogue of Life ingår Castilleja pallida i släktet målarborstar och familjen snyltrotsväxter, men enligt Dyntaxa är tillhörigheten istället släktet målarborstar och familjen snyltrotsväxter. Arten har ej påträffats i Sverige.

## Underarter
Arten delas in i följande underarter:
- C. p. pallida
- C. p. pavlovii
- C. p. septentrionalis
- C. p. hyparctica
- C. p. lapponica
- C. p. saccata
- C. p. yukonis